# Bouskidou
Bouskidou est un groupe de rock pour enfants et de musique humoristique français, originaire de Nantes, en Loire-Atlantique. En dehors de la France, le groupe a joué en Belgique, Suisse, Allemagne et aussi à Bogota, en Colombie, et La Nouvelle-Orléans, aux États-Unis. Il renouvelle le genre en proposant des chansons résolument modernes aux enfants et à leurs parents, composant des musiques non simplifiées et des textes mordants.

## Biographie
Le groupe est formé en juin 1981 à Nantes, en Loire-Atlantique, alors qu'à cette période, seuls trois noms occupaient la scène jeune public : Chantal Goya, Dorothée, et Henri Dès. « Quand on a débarqué en 1981 avec nos guitares électriques, on a été étiquetés groupe de rock, mais on fait aussi de la pop et de la chanson », explique le groupe. Un an après leur formation, ils publient leur premier album, Eh dis-donc soleil..., en 1982. Un deuxième album, Fastoche, est publié en 1986.
Un pôle petite enfance à Sablé-sur-Sarthe, et un centre de loisirs à Magny-les-Hameaux, dans les Yvelines, portent le nom de Bouskidou ainsi qu'une nouvelle école à Cheny dans l'Yonne.
En 2010 sort l'album Viens faire le bal, une heure de danses à écouter de chansons à danser, réunissant enfants et parents autour de ce concept musical. En 2014, la crèche 1, 2, 3 Soleil de Bouguenais fête ses dix ans avec un concert des Bouskidou. Cette même année, le groupe sort l'album L'Enfance des héros. En 2019, le groupe publie l'album À fond, un spectacle reprenant leurs chansons rock 'n' roll dans une mise en scène pleine de gags et d'auto dérision.
Les Bouskidou proposent un concert participatif de rock 'n' roll le 26 février 2021, au Palais des congrès de Pontivy. En juin 2021, le groupe fête ses 40 ans de scène devenant ainsi le plus vieux groupe nantais encore en activité. « On est fier d’avoir 4 x 10 ans, c’est rare pour un groupe pour enfants. 30 ou 40 ans on s’en moque un peu, l’important c’est que des enfants continuent de nous écouter. Pour se renouveler, on sait qu’il y a trois règles, que personne ne connaît », expliquent-ils. Ce même mois, ils sortent un livre disque, Mes émois et moi, sur le thème des émotions, où les dix chansons sont illustrées par 8 dessinateurs nantais.
2023 création du nouveau spectacle : "Bouskiland, le parc". Un formidable parc d'attractions bricolé de chansons et de bouts de ficelle, où la poésie remplace les gros effets, la naïveté et l'humour au lieu des structures délirantes.
2024 toujours sur les routes avec " le bal" et "Bouskiland" et inauguration de l'école de Cheny qui porte le nom du groupe.

## Membres

### Membres actuels
- Jean-Michel Vinchon — écriture, chant, basse
- Philippe Crochet — composition, chant, basse, guitare, piano, violon
- Jean-Michel Maillard — composition, chant, guitare, basse, banjo, pedal steel guitar
- René Béranger — composition, chant, percussions, batterie

### Anciens membres
- Ben Bridgen — chant, basse, piano
- James Wood — chant, basse, guitare, piano, orgue Hammond
- Rémy Charles — chant, basse
- Jean Castel — chant basse

## Discographie
- 1982 : Eh dis-donc soleil...
- 1986 : Fastoche
- 1991 : Du rock pour les mômes
- 1994 : Extra bal
- 1995 : Pas facile de rester tranquille
- 1998 : Dingue de rock
- 2002 : Bouski'land
- 2005 : T'as tout ton temps
- 2007 : Viens faire la bise... à la dame
- 2010 : Viens faire le bal (en live juin 2010)
- 2010 : L'Encyclopédie familiale du grand bazar de l'indispensable superflu (octobre 2010)
- 2014 : L'Enfance des héros
- 2016 : Mieux ça serait pire
- 2019 : À fond!
- 2021 : Mes émois et moi